# 高金森
高金森 (1963年09月—)，山东省昌邑市人，中国石油大学（北京）教授，主要从事重质油加工及计算化学工程方面的研究工作。入选中华人民共和国教育部2008年度"长江学者"特聘教授。曾就读于大庆石油学院化学工程专业。